# Karl Adolf Schulz
Karl Adolf Schulz (geboren 12. August 1870 in Forst (Lausitz); gestorben 23. August 1937 in Kleinmachnow) war ein Parteisekretär der SPD und Abgeordneter des Oldenburger Landtags.

## Leben
Adolf Schulz war ein Sohn des Tuchmachergesellen Gustav Schulz und der Wilhelmine Kühn. Schulz machte eine Buchdrucklehre und arbeitete ab 1891 in dem Beruf in Guben. Er heiratete 1892 Auguste Wittchen, sie hatten drei Kinder. 1897 zogen sie nach Bad Essen. Schulz wurde Mitglied der SPD. Ab 1899 war Schulz Geschäftsführer der Parteizeitung Delmenhorster Volksblatt in Delmenhorst und ab 1905 Verlagsleiter des Norddeutschen Volksblatts in Rüstringen-Bant und in Wilhelmshaven Gewerkschaftssekretär. Er wurde 1902 in den Landtag des Großherzogtums Oldenburg gewählt und bis 1911 regelmäßig wiedergewählt. Schulz wurde 1907 SPD-Parteisekretär des Bezirks Oldenburg-Ostfriesland in Rüstringen. Im April 1913 legte er das Landtagsmandat nieder, als er Druckerei-Revisor beim SPD-Parteivorstand in Berlin wurde. Schulz war auch (erfolgloser) SPD-Kandidat im Wahlkreis Oldenburg 3 bei den Reichstagswahlen 1903, 1907 und 1912.  
Im Ersten Weltkrieg leistete er 1916/17 Militärdienst. Schulz wurde 1925/26 Druckerei-Revisor bei der Konzentration AG und ab 1926 Geschäftsführer und ab 1930 Verlagsdirektor im Dietz-Verlag. Nach der Machtübergabe an die Nationalsozialisten wurde er von diesen für einige Zeit verhaftet. Seit 1933 war Schulz arbeitslos.  